# Marcelino Uribe Arango
Marcelino Uribe Arango (Sonsón, 30 de junio de 1880-Bogotá, 21 de febrero de 1931) fue un abogado, periodista y político colombiano, miembro del Partido Conservador Colombiano. 
Uribe fue senador por Antioquia, y llegó a presidir el Senado de ese país entre 1926 y 1927. También ejerció como magistrado del Consejo de Estado, abogado defensor para compañías comerciales privadas y doctrinante de gran trayectoria. 

## Biografía
Marcelino Uribe Arango nació en Sonsón en junio de 1880, en el seno de una familia acomodada de su región. Hizo su educación primaria en el Seminario de Medellín, su secundaria en el Liceo de la Universidad de Antioquia y estudió Derecho en la Universidad Nacional de Colombia, de donde se graduó en 1905.
Fue fundador y director del periódico La Legitimidad, en 1909, creado con la intención de apoyar la candidatura presidencial del conservador Guillermo Valencia. Fue elegido miembro de la Asamblea Nacional Constituyente de 1909, de la cual fue elegido secretario general. Durante la administración de Carlos Eugenio Restrepo se desempeñó como Secretario General de la Presidencia. Fue miembro del Consejo de Estado y Representante a la Cámara entre 1921 y 1925. Fue Senador entre 1922 y 1930, presidiendo esa cámara en 1926, así como al Congreso en pleno.
Fue gerente de la Compañía Federal de Seguros, abogado de la Tropical Oil Company, del Banco de Colombia y del Banco de Bogotá, así como Representante del Ferrocarril de Antioquia y de Amagá. Fue autor de múltiples trabajos sobre Derecho, entre ellos: incremento de la delincuencia en Colombia, sus causas y sus remedios, La pena de muerte, La Propiedad, La administración de justicia y la política, Al oído femenino (1927), El derecho y la reestructuración del hogar (1928), estos dos últimos sobre la situación de las mujeres respecto al Código Civil.

## Familia
Marcelino Uribe Arango era hijo del político y militar Marcelino Uribe Botero, y de Eloiza Arango Isaza, siendos sus hermanos Emiliano, Cristóbal, Guillermo, Elena, María Jesús, y Félix Antonio Uribe Arango (casado con una de las hijas del expresidente Carlos E. Restrepo).

### Matrimonio y descendencia

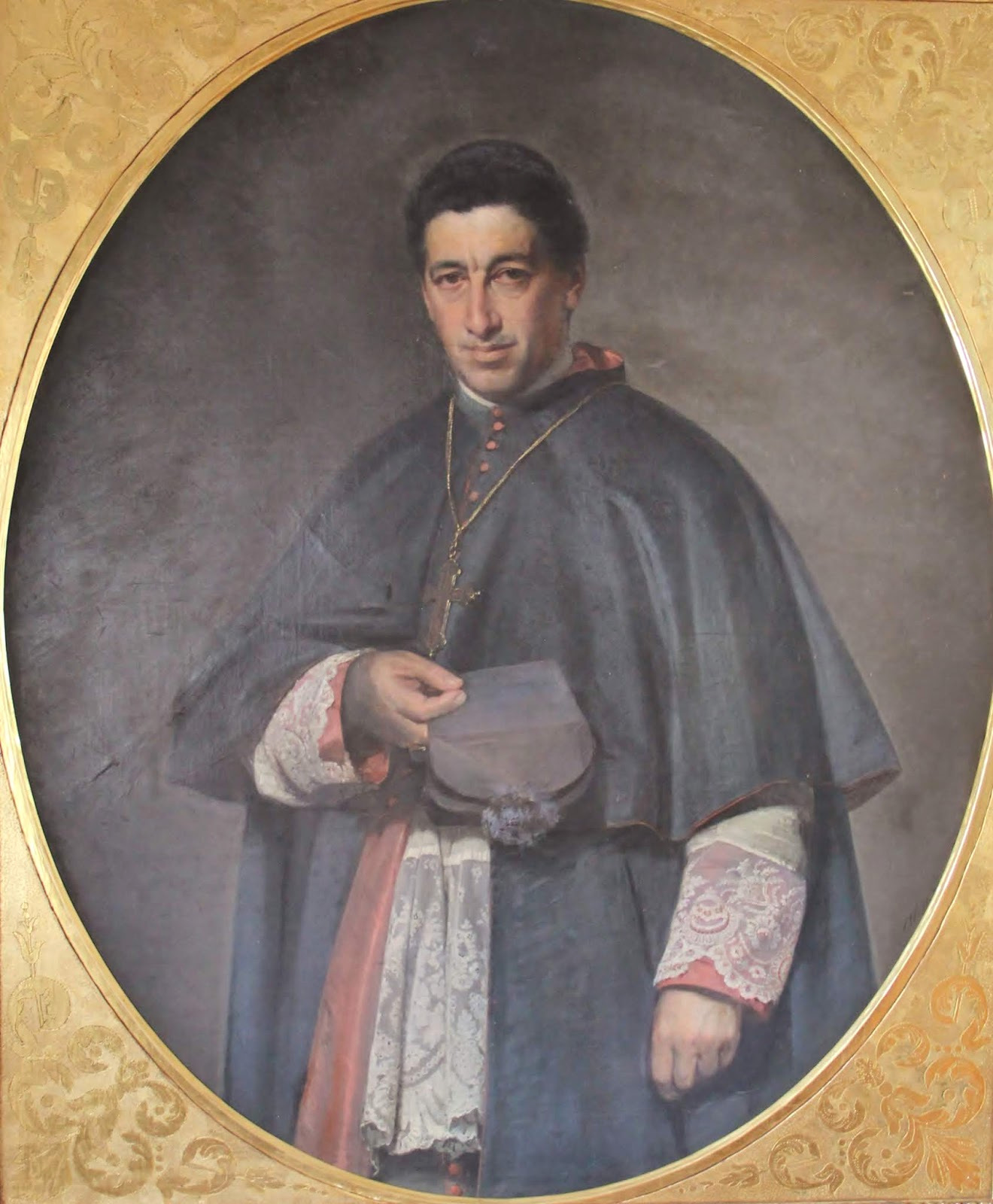
Vicente Arbeláez, exarzobispo de Bogotá, tío de su esposa.

Marcelino Uribe Arango, contrajo nupcias con María Susana Eusebia Urdaneta Arbeláez, con quien tuvo 5 hijosː Margarita, Ernesto, Alberto (arzobispo de Cali), Marcelo y María Uribe Urdaneta.
Susana era hija del exmilitar y exministro Roberto Urdaneta Gómez, y hermana del expresidente conservador, Roberto Urdaneta Arbeláez. También era sobrina del sacerdote católico Vicente Arbeláez, exarzobispo de Bogotá entre 1868 y 1884. Urdaneta Gómez era nieto del prócer uruguayo Francisco Urdaneta, quien era primo del expresidente Rafael Urdaneta; por su parte, el expresidente Urdaneta estaba casado con Clemencia Holguín y Caro, hija del expresidente Carlos Holguín Mallarino.
Su hija Margarita, se casó con Emilio Robledo Uribe; Ernesto con Olga Merchán Restrepo; Marcelo con Eleana Salazar Camacho, nieta del expresidente Salvador Camacho Roldán, de cuya hermana y cuñado nació el político conservador Jorge Leyva Urdaneta, quien también está emparentado con la familia Urdaneta Arbeláez, por la línea de Francisco Urdaneta. Por su parte María se casó con Jorge Salazar Mejía.
Importante mención merecen los cuñados de Marcelo Uribeː María Cristina, socióloga, estaba casada con el politólogo Orlando Fals Borda; Beatriz, con Patricio Samper Gnecco, hermano de Germán y Andrés Samper Gnecco (de quien son hijos Ernesto y Daniel Samper Pizano); Gabriel con Mercedes Holguín Bonitto, nieto del expresidente Carlos Holguín y sobrino de la ex primera dama Clemencia Holguín de Urdaneta; y Carmen con el arquitecto Francisco Pizano de Brigard.